# Saint-Léon (Lot e Garonna)
Saint-Léon è un comune francese di 299 abitanti situato nel dipartimento del Lot e Garonna nella regione della Nuova Aquitania.

## Società

### Evoluzione demografica
Abitanti censiti